# سیلور گروو (ویرجینیای غربی)
سیلور گروو (به انگلیسی: Silver Grove) یک منطقهٔ مسکونی در ایالات متحده آمریکا است که در ویرجینیای غربی واقع شده‌است.